# Acaena argentea
Acaena argentea es una especie de planta del género Acaena, perteneciente a la familia Rosaceae.

## Taxonomía
Acaena argentea fue descrita por Ruiz y Pav. en 1798.

## Distribución
Se encuentra en el territorio sur de Argentina, centro de Chile, Ecuador y Perú.